# Mittelwasser
Als Mittelwasser (abgekürzt MW; englisch Mean Sea Level, MSL) bezeichnet man in der Nautik (Seefahrt), Ozeanografie und Hydrologie die über längere Zeit gemittelte Höhe des Wasserspiegels (Wasserstand) an einem ausgewählten Punkt eines Gewässers. Für eine verlässliche Berechnung muss der Pegelstand dieses Messpunktes über einige Jahre bis Jahrzehnte beobachtet oder automatisch registriert werden, was heute mit digitalisierten Schreibpegeln erfolgt.

## Berechnung
Für die Berechnung des Mittelwassers gibt es allerdings mehrere Vorgangsweisen:
1. Arithmetisches Mittel aus den beobachteten höchsten und niedrigsten Wasserständen jedes Jahres j, 
 MW = 0,5·Summe (Hochwasserj + Niedrigwasserj) / Zahl der Jahre
2. Mittelung aller Ablesungen des Pegels – die im Regelfall täglich zu einer bestimmten Stunde erfolgt – über den ganzen beobachteten Zeitraum. 
 Um systematische Einflüsse des Jahresganges zu vermeiden, muss Anfang und Ende dieses Zeitraums möglichst auf denselben Kalendertag fallen und nicht in die übliche Zeit eines Hoch- oder Niedrigwassers.
3. Berechnung aus dem Häufigkeitsmittel der Wasserstände dieses Zeitraums.
4. Bei Flüssen die Berechnung jenes Wasserstandes, der dem mittleren mittleren Abfluss (MQ) entspricht.

Am meisten verbreitet ist die zweite Methode (siehe auch integraler Mittelwert), während die dritte Methode annähernd dem Median der Messwerte entspricht. Die vierte ist für Technik und Kraftwerke von Bedeutung.

## Am Fluss
Die Schwankungen im Wasserstand von Flüssen beruhen vor allem auf der jährlichen Schneeschmelze und der saisonalen Verteilung der Niederschläge. Doch auch topografische Besonderheiten spielen eine Rolle, etwa wenn ein Gebirgsfluss oder Strom ein längeres Durchbruchstal zu überwinden hat. Beispielsweise kann der Donaudurchfluss in der Engstrecke des Banater Gebirges so stark gehemmt sein, dass sich der Wasserstau den flussaufwärts mündenden Nebenflüssen mitteilt, insbesondere dem flachen Unterlauf der Theiß.

## Meeresspiegel
Die Schwankungen des Meeresspiegels hängen einerseits von den täglichen Gezeiten ab, andererseits von ozeanografischen und meteorologischen Gegebenheiten wie veränderlichen Meeresströmungen und den vom Wind verursachten Driftströmen.
Der Mittlere Wasserstand dient in Gewässern mit einer Tide kleiner als 30 cm zur Definition des Seekartennull, beispielsweise an der Ostsee.